# Funvic-Pindamonhangaba/Saison 2012
Dieser Artikel listet Erfolge und Fahrer des Radsportteams Funvic-Pindamonhangaba in der Saison 2012 auf.
Die UCI gab am 26. Januar 2012 bekannt, dass das Team als eines von drei amerikanischen Continental Teams aufgrund seiner Platzierung in einem fiktionalen Ranking zu Saisonbeginn Startrecht zu allen Rennen der ersten und zweiten UCI-Kategorie der UCI America Tour 2012 hat.

## Erfolge in der UCI America Tour
Bei den Rennen der UCI America Tour im Jahr 2012 gelangen dem Team nachstehende Erfolge.
| Datum               | Rennen                                                                     | Kat. | Fahrer            |
| ------------------- | -------------------------------------------------------------------------- | ---- | ----------------- |
| 18. März            | 1. Etappe Vuelta Mexico                                                    | 2.2  | Héctor Aguilar    |
| 1. April            | 3. Etappe Vuelta Ciclista al Uruguay                                       | 2.2  | Héctor Aguilar    |
| 6. April            | 8. Etappe Vuelta Ciclista al Uruguay (EZF)                                 | 2.2  | Magno Nazaret     |
| 30. März – 8. April | Gesamtwertung Vuelta Ciclista al Uruguay                                   | 2.2  | Magno Nazaret     |
| 14. Mai             | 2. Etappe Vuelta a Guatemala                                               | 2.2  | Gregolry Panizo   |
| 24. Juni            | Brasilianische Meisterschaft – Straßenrennen                               | CN   | Otávio Bulgarelli |
| 2. September        | 5. Etappe Tour do Rio                                                      | 2.2  | Roberto Silva     |
| 16. Oktober         | 3. Etappe Tour do Brasil Volta Ciclística de São Paulo-Internacional (EZF) | 2.2  | Magno Nazaret     |
| 14.–21. Oktober     | Gesamtwertung Tour do Brasil Volta Ciclística de São Paulo-Internacional   | 2.2  | Magno Nazaret     |

## Platzierungen in UCI-Ranglisten
| UCI Continental Circuit | Platz |
| ----------------------- | ----- |
| UCI America Tour 2012   | 2     |
| UCI Europe Tour 2012    | 125   |

## Abgänge – Zugänge
| Zugänge           | Team 2011                              | Abgänge                      | Team 2012                 |
| ----------------- | -------------------------------------- | ---------------------------- | ------------------------- |
| Otávio Bulgarelli | Farnese Vini-Neri Sottoli              | Matías Médici                | CC Porongos               |
| Gregolry Panizo   | Clube DataRo de Ciclismo-Foz do Iguaçu | Marcos Crespo                | São José dos Campos/Kuota |
| Pedro Nicácio     | Funvic-Pindamonhangaba (2010)          | Henrique Arruda              | Unbekannt                 |
| José Braga        | Neoprofi                               | Tiego Gasparotto             | Unbekannt                 |
| Carlos Costa      | Neoprofi                               | Flavio Santos                | Unbekannt                 |
| Óscar Junqueira   | Neoprofi                               | Thiago da Silva              | Unbekannt                 |
| Alan Santos       | Neoprofi                               | Verinaldo Vandeira           | Unbekannt                 |
| Kleber dos Santos | Neoprofi                               | Alex Arseno (bis 31. Juli)   | Unbekannt                 |
|                   |                                        | Douglas Bueno (bis 31. Juli) | Unbekannt                 |
|                   |                                        | Breno Sidoti (bis 31. Juli)  | Unbekannt                 |

## Mannschaft
| Name               | Geburtstag       | Nationalität |
| ------------------ | ---------------- | ------------ |
| Héctor Aguilar     | 16. April 1984   | Uruguay      |
| José Braga         | 21. Januar 1993  | Brasilien    |
| Otávio Bulgarelli  | 15. Oktober 1984 | Brasilien    |
| Carlos Costa       | 3. Dezember 1986 | Brasilien    |
| Tiago Fiorilli     | 11. März 1984    | Brasilien    |
| Óscar Junqueira    | 10. März 1987    | Brasilien    |
| Antônio Nascimento | 18. August 1977  | Brasilien    |
| Magno Nazaret      | 17. Januar 1986  | Brasilien    |
| Pedro Nicácio      | 13. Oktober 1981 | Brasilien    |
| Gregolry Panizo    | 12. Mai 1985     | Brasilien    |
| Alan Santos        | 25. Januar 1993  | Brasilien    |
| Kleber dos Santos  | 9. Oktober 1986  | Brasilien    |
| Adelio Silva       | 2. Januar 1985   | Brasilien    |
| Roberto Silva      | 9. Januar 1983   | Brasilien    |